# Фэн Люйдун
Фэн Люйдун (кит. упр. 冯吕栋, пиньинь Féng Lǚdòng, род. 23 октября 1991 года) — китайский тяжелоатлет, призёр чемпионата мира 2019 года, призёр чемпионата Азии 2019 года.

## Карьера
На чемпионате мира 2018 года в Туркмении, он выступал в категории до 73 кг. Занял итоговое 13-е место с общим весом на штанге 330 кг. В упражнении рывок завоевал малую бронзовую медаль (155 кг). 
В 2019 году на чемпионате Азии в Нинбо он занял второе итоговое место в категории до 67 кг с общим весом на штанге 330 кг.
На предолимпийском чемпионате мира 2019 года, который проходил в Таиланде, китайский спортсмен завоевал серебряную медаль в весовой категории до 67 кг. Общий вес на штанге 333 кг. В упражнении рывок он завоевал малую золотую медаль (153 кг), в толкании стал четвёртым (180 кг).